# Esteve Català i March
Esteve Català i March (Vilamajor, 1857 – Sitges, 14 de febrer del 1902) va ser un músic i compositor sitgetà d'adopció.

## Biografia
Estudià música amb els monjos de Montserrat. A començaments del 1877 s'establí a Sitges per cobrir la vacant de Joaquim Oller i Fontanet com a organista i mestre de capella de l'església parroquial. També es feu càrrec de la direcció de la banda de música del Retiro i, al mateix any, i juntament amb Rafael Costa i Molet, promogué el renaixement de la societat coral La Bella Subur, que el 1896 s'integraria a l'Associació dels Cors de Clavé. Per la festa major de Santa Tecla de 1893 muntà una escolania de dotze nens, i el 1899 inaugurà un remodelat orgue parroquial que millorava considerablement l'anterior.
En la seva estada a Sitges -curta perquè morí als quaranta-cinc anys, llarga perquè hi passà més de mitja vida-, Català destacà com a intèrpret, especialment d'orgue i harmònium i com a compositor. En aquest darrer camp fou autor tant de composicions de música sacra, com un Stabat Mater per a orquestra que s'interpretava en el "Septenari dels Set Dolors", com de composicions de música lleugera per als balls i celebracions del Retiro. També musicà gran nombre de caramelles, amb lletres de Rafael Costa i de Sebastià Sans i Bori. Cal assenyalar, així mateix, que fou famosa la tertúlia que, en els anys vuitanta del segle passat, es desenvolupava diàriament a l'entrada de la casa-taller de Joaquim Miró i Argenter -davant de l'actual monument al Greco-, i que aplegava, entre d'altres, l'hisendat Salvador Vilanova i Coll, els pintors Antoni Almirall i Joan Roig i Soler, i el metge Gaietà Benaprès i Mestre.
Part de les seves partitures es conserven a l'arxiu de la Societat El Retiro, per donació del marmessor del seu fill Antoni Català i Vidal, que també fou un músic i compositor d'anomenada. Altres obres seves es troben a l'església parroquial de Cornudella, els arxius Monné i Parroquial d'Esparreguera, a l'arxiu del cor "La Unió Manresana", a l'Arxiu-Museu de Santa Maria de Mataró, a l'arxiu municipal de La Pobla de Lillet, a l'arxiu del museu de Ripoll i a l'arxiu històric de Sitges.

## Obres
- Fufú (1894), tango
- Himno al Sagrado Corazón de Jesús, per a cor i duet amb acompanyament d'orgue
- La Siempre Libre (1877), masurca
- Stabat Mater, per a orquestra
- El toc de l'Ave Maria (<1885)[2]
- ¡Viva Cuba Española! (1895), dedicat al Regiment d'Infanteria núm. 46, destinat a l'illa de Cuba
- Trisagio a la Santísima Virgen (1872), a tres veus i acompanyament d'harmònium, flauta, violins i violoncel
- Música per a caramelles: Americana (1893), Americana (1898), Caramelles (1890)[3]